# (6469) Armstrong
(6469) Armstrong (1982 PC) – planetoida z pasa głównego asteroid okrążająca Słońce w ciągu 3,31 lat w średniej odległości 2,22 au Odkryta 14 sierpnia 1982 roku. Planetoida została nazwana na cześć amerykańskiego astronauty Neila Armstronga, który jako pierwszy człowiek postawił stopę na Księżycu.